# Desimirovac
Desimirovac (izvirno srbsko Десимировац) je naselje v Srbiji, ki upravno spada pod mesto Kragujevac; slednje pa je del Šumadijskega upravnega okraja.

## Demografija
V naselju živi 1122 polnoletnih prebivalcev, pri čemer je njihova povprečna starost 40,0 let (38,9 pri moških in 41,1 pri ženskah). V naselju sta 402 gospodinjstvi, pri čemer je povprečno število članov na gospodinjstvo 3,49.
|  |

| Demografija | Demografija     | Demografija     |
| Leto        | Št. prebivalcev | Št. prebivalcev |
| ----------- | --------------- | --------------- |
|             |                 |                 |
|             |                 |                 |
|             |                 |                 |
|             |                 |                 |
| 1948        | 1130            |                 |
| 1953        | 1141            |                 |
| 1961        | 1074            |                 |
| 1971        | 1026            |                 |
| 1981        | 1281            |                 |
| 1991        | 1416            | 1395            |
| 2002        | 1448            | 1401            |
|             |                 |                 |

| Etnična sestava po popisu iz leta 2002 | Etnična sestava po popisu iz leta 2002 | Etnična sestava po popisu iz leta 2002 | Etnična sestava po popisu iz leta 2002 | Etnična sestava po popisu iz leta 2002 |
| -------------------------------------- | -------------------------------------- | -------------------------------------- | -------------------------------------- | -------------------------------------- |
| Srbi                                   | Srbi                                   |                                        | 1.309                                  | 93,43%                                 |
| Črnogorci                              | Črnogorci                              |                                        | 67                                     | 4,78%                                  |
| Hrvati                                 | Hrvati                                 |                                        | 2                                      | 0,14%                                  |
| Muslimani                              | Muslimani                              |                                        | 2                                      | 0,14%                                  |
| Jugoslovani                            | Jugoslovani                            |                                        | 2                                      | 0,14%                                  |
| Rusi                                   | Rusi                                   |                                        | 1                                      | 0,07%                                  |
| Madžari                                | Madžari                                |                                        | 1                                      | 0,07%                                  |
| Bolgari                                | Bolgari                                |                                        | 1                                      | 0,07%                                  |
| Albanci                                | Albanci                                |                                        | 1                                      | 0,07%                                  |
| Neznano                                | Neznano                                |                                        | 4                                      | 0,28%                                  |